# Fosfolipáza A2

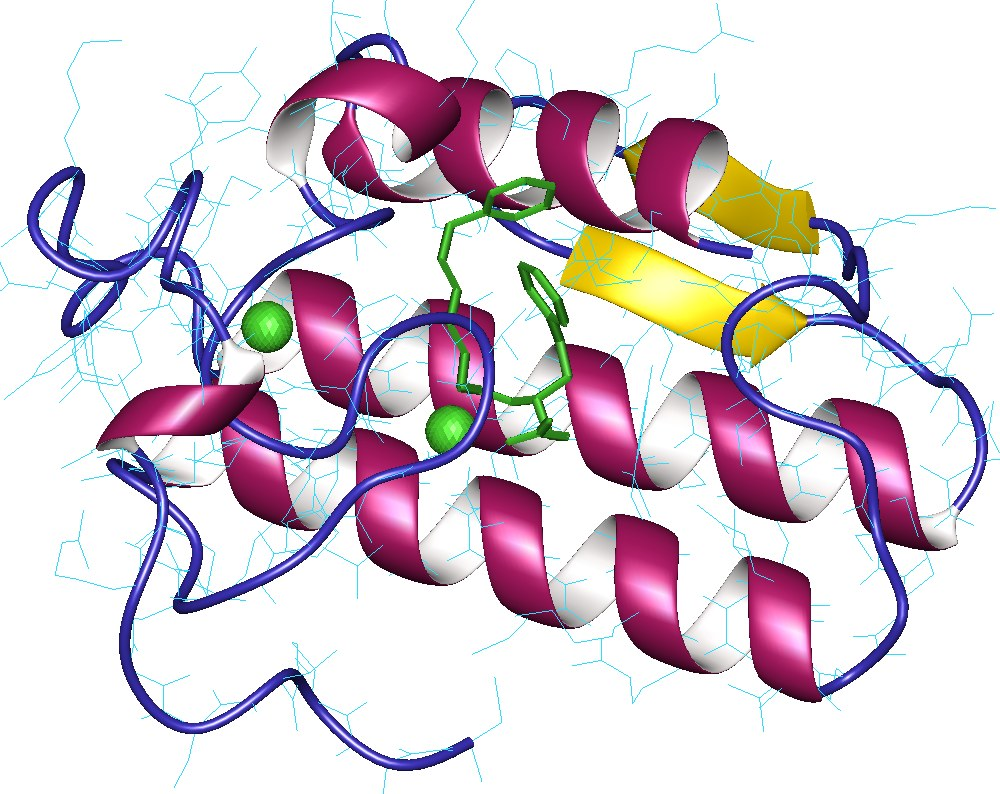
Lidská fosfolipáza A2

Místo na fosfolipidu, na němž dochází k hydrolýze pomocí fosfolipázy A2, je vyznačeno (PLA2)

Fosfolipáza A2 (PLA2, EC 3.1.1.4) je enzym, řazený mezi fosfolipázy, schopný katalyzovat hydrolýzu molekuly glycerofosfolipidu mezi acylovou skupinou a druhým uhlíkem (C2) glycerolu. Ke své funkci fosfolipázy A2 vyžadují vápníkové ionty.
Fosfolipázy A2 mají významné role v buněčné signalizaci pomocí lipidových molekul. Regulují např. metabolismus, složení buněčných membrán či buněčnou smrt. Dále mají důležitou funkci pro tvorbu arachidonové kyseliny a díky tomu regulují tak fundamentální procesy, jako je zánět, alergie, bolest, dilatace a konstrikce cév včetně hospodaření s vodou.
Celá řada hadích jedů funguje na principu fosfolipáz A2.